# Museo de Arte de Mobile
El Museo de Arte de Mobile está ubicado en Mobile, Alabama. Cuenta con extensas colecciones de arte del sur de los Estados Unidos, América, Europa y arte no occidental. El museo alberga programas de exposiciones que van desde programas históricos hasta programas contemporáneos y educativos.

## Instalaciones
El museo fue fundado en 1963 por la Mobile Art Association, está ubicado en Langan Park, propiedad de la ciudad. En 2002 se sometió a una ampliación que costó de 15 millones de dólares y que fue diseñada por The Architects Group of Mobile';' con esta ampliación triplicó su tamaño, pasando a tener 8826 m².  El museo es miembro del programa de Museos Recíprocos de América del Norte.

## Colecciones

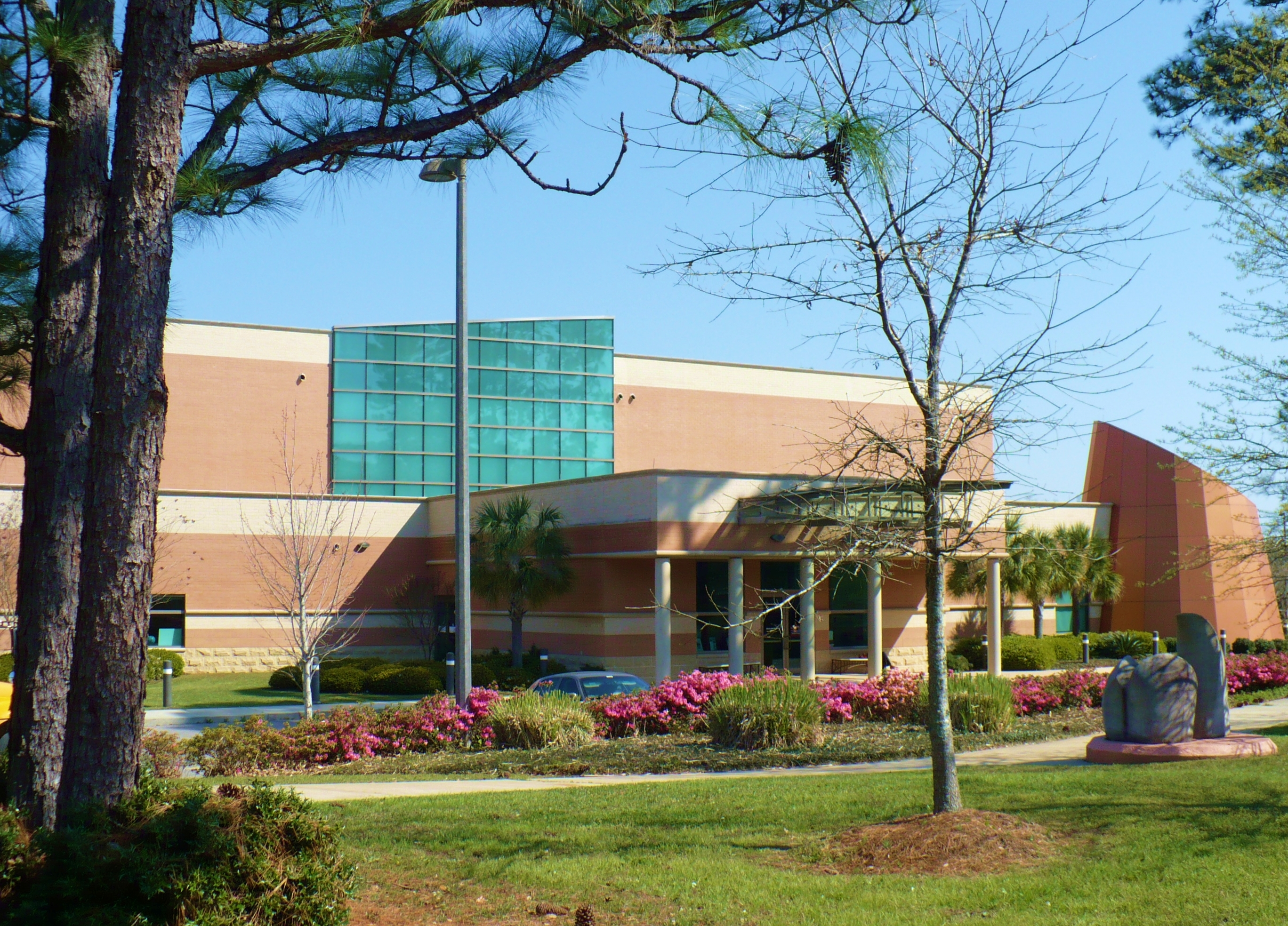
Vista desde Museum Drive en Langan Park

El museo alberga colecciones permanentes e itinerantes. Las colecciones permanentes consisten en la Galería Altmayer de Máscaras Africanas, presenta máscaras, esculturas y otros objetos de arte y rituales de varios países africanos; la Galería Mary and Charles Rodning de Arte Asiático, contiene selecciones de obras que van desde antiguos bronces y cerámicas chinas hasta obras de principios del siglo XX; la Galería Katharine C. Cochrane de Arte de Estados Unidos, que presenta muebles, esculturas y pinturas que datan principalmente de 1776 en adelante; la Galería Maisel de Arte Europeo, contiene una amplia descripción de la pintura, el grabado, la escultura y las artes decorativas europeas; la Colección de Vidrios Riddick, abarca desde la cristalería romana antigua hasta el vidrio en el arte contemporáneo; y la Galería Lowell de Niños en el Arte, presenta retratos de niños y jóvenes de los siglos XVII, XVIII y XIX.
Desde los primeros años del museo, muchas de sus adquisiciones más notables fueron posibles gracias a las ganancias de la Feria Anual de Artes y Oficios al Aire Libre, copatrocinada por la Art Patrons League y el Museo de Arte Móvil. Fue la Art Patrons League la que durante muchos años previó y apoyó la creación de una colección de artesanías contemporáneas. En años más recientes, son principalmente los obsequios de generosos coleccionistas los que han construido sobre este legado y han ayudado a transformar la colección. En 2001, mientras se construía la nueva instalación, Elise Haverty y el Dr. J. Rhodes Haverty de Atlanta hicieron su primer regalo de vidrio contemporáneo.